# آثارالبلاد و اخبارالعباد

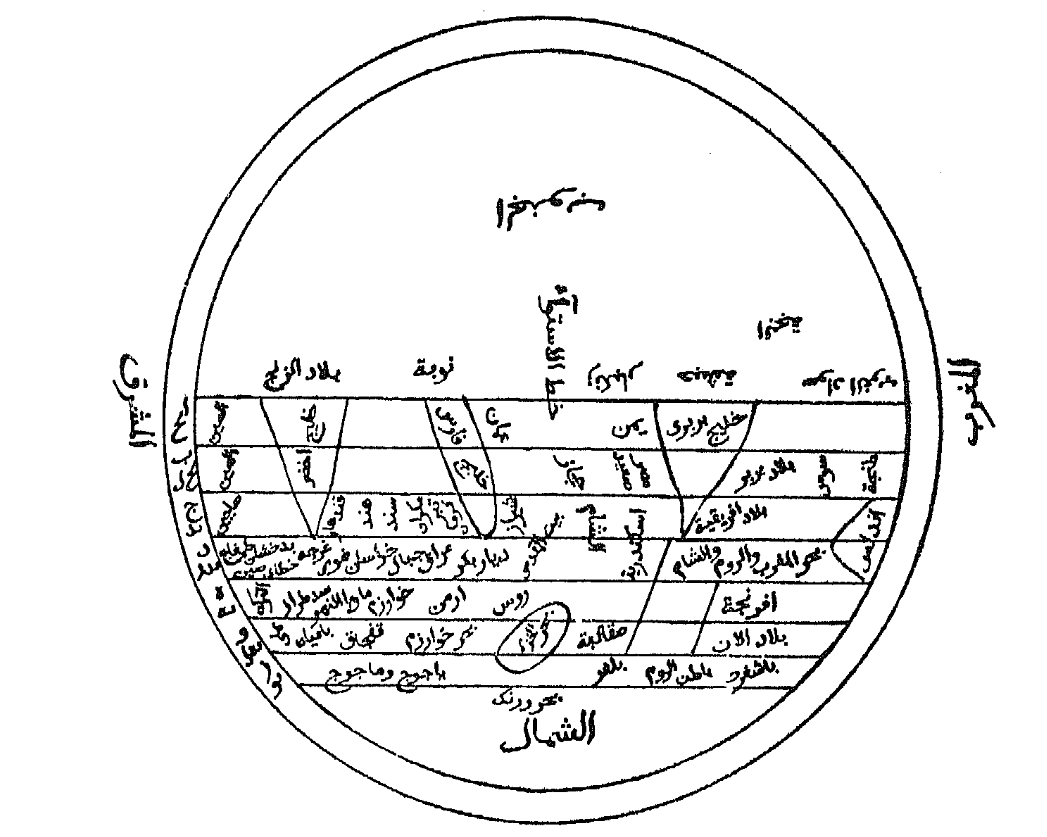
تصویری از نقشه‌زمین که توسط نویسنده در این‌کتاب ترسیم شده است.

آثار البلاد و اخبار العباد کتابی است از زکریا بن محمد بن محمود قزوینی (۶۰۵ تا ۶۸۲ ه‍.ق) به زبان عربی در مورد جغرافیای جهان که نگارش آن احتمالاً در سال ۶۷۴ ه‍.ق به پایان رسیده است.

## محتوا
این کتاب با اتکا به مشاهدات و تجربیات نویسنده نوشته شده است و به‌طور مفصل به تشریح اطلاعات مربوط به شهرها و روستاهای مختلف در اقلیم‌های هفت‌گانه جهان پرداخته است. در این کتاب، ضمن معرفی قبیله‌های مختلف ساکن در شهرها و آبادی‌ها، کیفیت روابط اجتماعی و اخلاقی و حتی نوع غذا، پوشش و خانه‌سازی در شهرهای مختلف تشریح شده است. در مورد هر شهر، ذکری از افراد مشهور اهل آن شهر به میان آمده است و علاوه بر این به اقتضای موضوع، راجع به نوزده تن از شاعران آن روزگار ازجمله فردوسی، خیام، انوری، سنایی و ناصرخسرو اطلاعاتی ارایه شده است. این کتاب مشتمل بر سه مقدمه و هفت فصل است که در هر یک از فصول به یکی از اقلیم‌های هفت‌گانه پرداخته شده است.
مقدمهٔ اول در مورد نیاز وجود شهرها و آبادی‌هاست. نویسنده در این مقدمه با اشاره به این که انسان موجودی گروه‌زی است، لذا انفرادی و بدون حضور در اجتماع نمی‌تواند زیست کند. نیاز به زندگی گروهی و ایمن ماندن از گزند جانوران باعث شده است که انسان برای زندگی در شهر، به افزارسازی و ساختمان سازی روی بیاورد.
مقدمهٔ دوم دربارهٔ خواص بلاد است و از دو فصل تشکیل شده است. نویسنده در فصل اول از مقدمهٔ دوم به بررسی تأثیر بلاد در ساکنان آن می‌پردازد و معتقد است منتهاالیه خاور، باختر و جنوب جهان بسیار گرو و منتهاالیه شمال آن بسیار سرد و غیرقابل زیست است یا دست کم زیستن در این نقاط با مشقت بسیار زیادی همراه است. وی قسمت‌های قابل سکونت زمین را میانه‌های اقلیم سوم و چهارم و پنجم عنوان می‌کند و زندگی در خارج از این محدوده‌ها را جانکاه توصیف می‌کند. نویسنده در این بخش از کتاب به اثرات آب و هوا در پرورش طبع انسان نیز می‌پردازد. در فصل دوم از مقدمهٔ دوم، به اثرات آب و هوای اقلیم‌ها به معادن، گیاهان و جانداران منطقه پرداخته شده است.
نویسنده در مقدمهٔ سوم، کره زمین را به چهار ربع تقسیم کرده و ربع شمالی آن را ربع مسکون نامیده است که قابل سکونت توسط بشر است. او ربع مسکون را به هفت قسمت تقسیم کرده و هر قسمت را یک اقلیم خوانده است. در مقدمهٔ سوم، نقشه‌ای از اقلیم‌های زمین نیز ارائه شده است.
نویسنده در فصول بعدی، در هر فصل به یکی از این اقلیم‌ها می‌پردازد و بلاد آن را به ترتیب حروف الفبا برمی‌شمارد. این بلاد شامل نواحی، سرزمین‌ها، مناطق جغرافیایی، کشورها، استان‌ها، شهرها، شهرک‌ها، روستاها، کوه‌ها، جزیره‌ها، دژها، ساختمان‌ها و آثار تاریخی می‌شود. برخی از نقاطی که قزوینی در کتاب خود نام می‌برد، مناطقی تخیلی و افسانه‌ای است؛ مانند جزیره زنان در چین. اطلاعاتی که درباره هر یک از این بلاد آمده است، اطلاعات بسیار وسیعی است اما قضاوت نویسنده در مورد مردمان هر منطقه، بر مبنای قضاوت و تجربه شخصیِ او است.

## ترجمه و چاپ
این کتاب نخستین‌بار توسط شخصی به‌نام «محمدمراد بن عبدالرحمان» در قرن یازدهم هجری به فارسی برگردانده شده است. این ترجمه توسط سید محمد شاهمرادی تصحیح شده و از سوی انتشارات دانشگاه تهران در سال ۱۳۷۱ انتشار یافته است. در دورهٔ محمدشاه یا ناصرالدین‌شاه توسط یکی از برادران محمد شاه به نام جهانگیر میرزا (پسر سوم عباس میرزا که بعدها به دستور محمد شاه قاجار کور شد) به فارسی برای بار دوم برگردانده شد و به دلخواه مترجم مطالبی از آن کاسته یا به آن افزوده گردید.
هم‌چنین در سال ۱۳۶۶ نیز این کتاب توسط عبدالرحمان شرفکندی (هژار) به زبان فارسی ترجمه شده و از سوی مؤسسه «اندیشه جوان» در ۲۷۱ صفحه به چاپ رسیده است. آن‌طور که در توضیحات جلد آن آمده این ترجمه افست از روی چاپ بیروت دار بیروت و متعلق به سال ۱۹۶۰ میلادی می‌باشد.
این کتاب برای اولین‌بار در سال ۱۸۴۸ میلادی به همراه کتاب عجایب المخلوقات، اثر دیگر قزوینی، در گوتینگن آلمان چاپ شد. در سال ۱۹۶۰ میلادی نسخه چاپی دیگری از این کتاب در لبنان منتشر شد. بعدها و در دوره معاصر به قلم میرهاشم محدث مجدداً تصحیح و تکمیل شد و توسط انتشارات امیرکبیر در ۷۸۰ صفحه (ISBN 964-00-0059-0) به چاپ رسید. این کتاب از کتب مرجع در خصوص جغرافیای انسانی و طبیعی ۷۰۰ سال قبل دنیای شناخته شده محسوب می‌گردد.